# Соранг Сомпенг
Письменность Соранг Сомпенг используется для написания на языках сора, мунда, на котором говорят 300 тыс. человек в Индии. Письменность была создана Мангей Гоманго в 1936 году и используется в религиозном контексте. Он соседствовал с ория, телугу и английским.
Язык сора также написан на латинском алфавите, письменности ория и телугу.